# Mohavegrondeekhoorn
De mohavegrondeekhoorn (Xerospermophilus mohavensis)  is een zoogdier uit de familie van de eekhoorns (Sciuridae). De wetenschappelijke naam van de soort werd voor het eerst geldig gepubliceerd door Clinton Hart Merriam in 1889.

## Voorkomen
De soort komt voor in de Verenigde Staten.